# 約克聖約翰大學
約克聖約翰大學（英語：York St John University）是一所位於英國約克的公立大學。

## 歷史

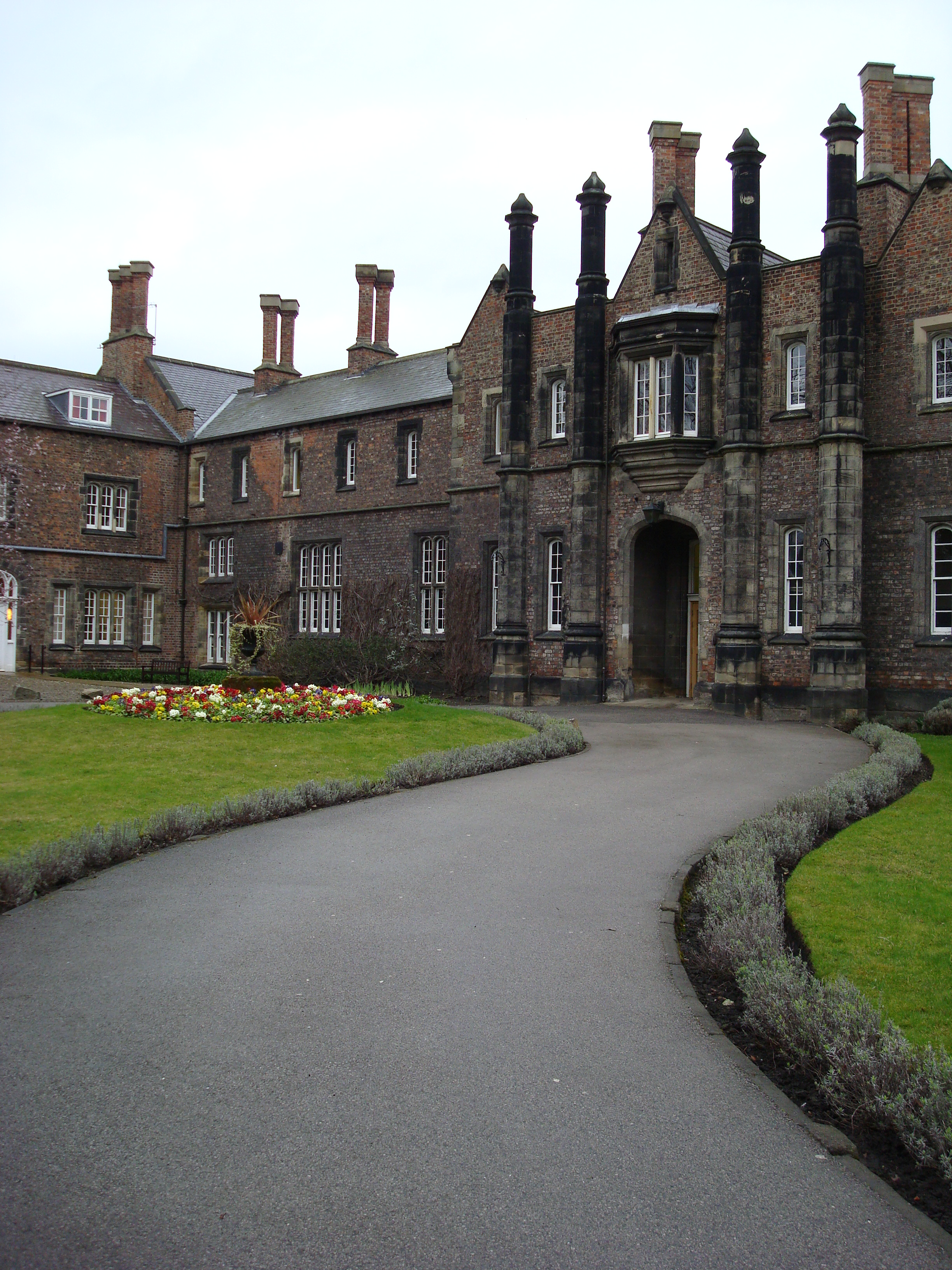
Quad West校門

該大學起源於1841年和1846年建立的兩所男子和女子英國國教培訓機構，1862年時女子學院搬遷至里彭。1974年二者正式合併形成里彭和約克聖約翰學院（College of Ripon and York St John）。
1990年成為里茲大學下屬學院。1999年至2001年間所有教學活動轉移至約克，於是改名約克聖約翰學院（York St John College）。
2006年2月，得到頒發畢業證書的許可。同年7月10日英國樞密院批准其擁有大學資格，10月1日改現名。

## 學術
2010年其90%的畢業生在畢業后六個月內就職或進行繼續教育。

## 外部連結
- York St John University （页面存档备份，存于）（英文）
- York St John University Students' Union （页面存档备份，存于）（英文）

53°57′55″N 1°04′50″W / 53.965402°N 1.080673°W